# Ctenotus stuarti
Espèce
Ctenotus stuarti est une espèce de sauriens de la famille des Scincidae.

## Répartition
Cette espèce est endémique du Territoire du Nord en Australie.

## Étymologie
Cette espèce est nommée en l'honneur de John McDouall Stuart.

## Publication originale
- Horner, 1995 :  Two new species of Ctenotus (Reptilia: Scincidae) from Northern Territory. The Beagle, vol. 12, p. 75-88.